# Ryan Fry
Ryan Fry (* 25. Juli 1978 in Winnipeg) ist ein kanadischer Curler und Olympiasieger. Derzeit spielt er als Third im Team von Brad Jacobs.
Fry spielte von 2006 bis 2008 als Third im Team von Jeff Stoughton und wechselte dann zur Mannschaft von Brad Gushue. Mit diesem Team trat er für die Provinz Neufundland und Labrador von 2009 bis 2012 bei der kanadischen Herrenmeisterschaft The Brier an; 2011 konnte er die Bronzemedaille gewinnen.
2013 wechselte er zum Team von Brad Jacobs und gewann mit dieser Mannschaft für Northern Ontario die kanadische Meisterschaft 2013. Als nationaler Meister vertrat er Kanada mit dem Team Jacobs bei der Weltmeisterschaft 2013 und gewann die Silbermedaille; im Finale mussten sich die Kanadier dem schwedischen Team von Niklas Edin geschlagen geben. Im Dezember 2013 gewann das Team Jacobs den kanadischen Auswahlwettbewerb für die Olympischen Spiele 2014 durch einen Finalsieg gegen das Team von John Morris. In Sotschi schlugen Fry und seine Teamkollegen um Skip Jacobs Großbritannien mit Skip David Murdoch und gewannen die Goldmedaille.
Bei den kanadischen Meisterschaft 2015 gewann Fry mit dem Team Jacobs die Silbermedaille. 2016 wurde die Mannschaft Dritter und 2017 Vierter.